# Sezimové z Ústí
Sezimové z Ústí, případně Sezemové z Ústí nebo páni z Ústí, byli starý český panský rod, který pocházel z rozrodu Vítkovců, pravděpodobně byli odnoží pánů z Hradce.

## Historie
Jako první předek rodu se objevuje Sezima z Ústí okolo roku 1267.
Bratři Jan a Oldřich vlastnili hrad Hradiště s Ústím v jižních Čechách. Oldřich z Ústí je v roce 1371 zmiňován jako majitel Žirovnice. Po jeho smrti (před rokem 1379) převzala žirovnické panství jeho žena. V roce 1389 držel hrad již jeho příbuzný Jindřich III. z Hradce a v roce 1393 vladycký rod Kamarétů z Lukavce.
Pražský kanovník Jan založil v Ústí špitál, zemřel okolo roku 1386. Později Sezimové drželi Kamenici. Během husitských válek někteří příslušníci rodu stáli na straně podobojí.
V 15. století působil Sezima jako dědičný kráječ Vladislava II., jeho synové Zdeněk, Jan, Bedřich a Prokop rod rozdělili do několika odnoží. Jan Sezima z Ústí poskytl útočiště Janu Husovi na Kozím Hrádku, Prokop válčil v husitském vojsku. Oldřich bojoval proti husitům a pronásledoval je. Husité roku 1420 Sezimovo Ústí dobyli a vypálili. Nedlouho poté založili v troskách někdejšího Hradiště nové město – Tábor.
Jan Sezima z Ústí vykonával funkci nejvyššího berníka za vlády Ferdinanda I., získal Úštěk, jeho potomci se podle něj nazývali Úštěčtí. Jiří Sezima z Ústí pobýval v Jeruzalémě. Jeho syn Jiří Vilém roku 1621 zemřel a nezanechal dědice. Rodový majetek na Litoměřicku přešel pod správu jezuitů.
Rod vymřel v roce 1642,[zdroj?] erbovní znamení přešlo na rod Kouniců v osobě Lva Viléma z Kounic, který se rovněž mohl psát jako Sezima z Ústí.

## Erb
Ve zlatém štítě nosili růži, která měla barvu buď modrou nebo černou.

## Příbuzenstvo
Spojili se s Vartenberky, Valdštejny, pány z Petrovic či z Mochova.